# 趙攻略
趙攻略戦（ちょうこうりゃくせん）は、秦の統一戦争の一部で秦が趙を滅ぼすまでの戦い。

## 攻略戦

### 鄴の戦い
紀元前236年、秦は中華の統一に本腰を入れ始めた。趙の将軍の龐煖が燕に侵攻し、国内が手薄になっている隙を狙い趙へ侵攻した。総大将は王翦、副将は桓齮、末将は楊端和である。
まず、鄴の周辺の9城を落とした。そして、全軍を1軍として閼与と轑陽を落とした。18日後、王翦は兵糧の問題上、軍の10分の2の精鋭部隊を率い、鄴や安陽を落とした。

### 平陽の戦い
紀元前234年、桓齮は平陽に直行した。趙は扈輒を将として平陽を救援に向かわせ、秦軍と戦った。秦軍は趙の将である扈輒を討ち取り、十万の趙兵を平陽の城外で斬首した。
紀元前233年、桓齮は再び出兵し宜安・平陽・武城の3城を取り、再び趙軍を破りその将を討ち取った。この2戦で趙は10万以上の兵を失った。

### 肥下の戦い
紀元前233年、桓齮は秦軍を率いて東の上党に進軍し、太行山を越えて趙の深部に侵入し趙軍を破り、赤麗と宜安（現在の河北省藁城区の西南）を占領した。李牧率いる趙軍と桓齮の率いる秦軍は宜安付近で対峙した。激しい戦いの末に、秦軍は大敗した。桓齮の率いる秦軍のうち少数は包囲から脱し、秦国へ退却した。また、『戦国策』によると桓齮は討ち死にしたとある。趙は秦に占領されていた土地を取り戻した。その功により李牧は武安君に封じられた。

### 番吾の戦い
紀元前232年、秦王政は兵を大挙し、趙に侵攻した。軍は鄴城に到着し、その後太原に到着した。秦軍は狼孟と番吾を占領したが、李牧が秦軍を撃破した。さらに、李牧は秦から韓・魏の国境まで領土を奪還した。

### 邯鄲攻略

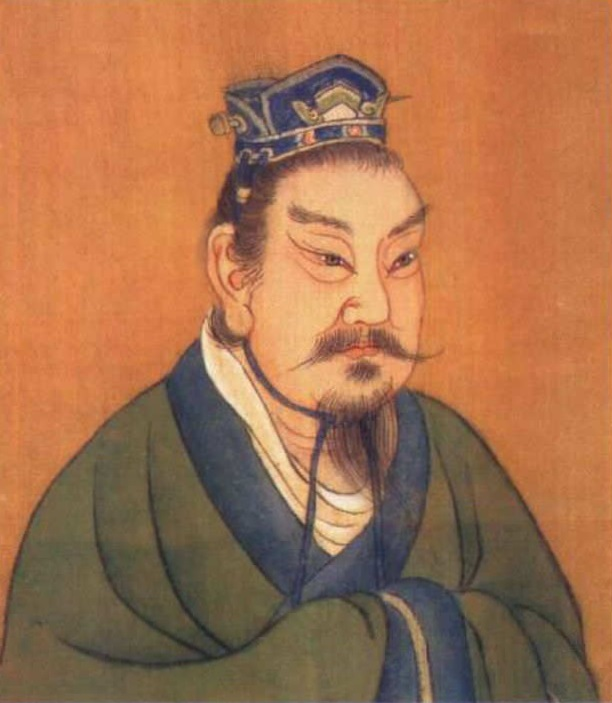
李牧（清人絵）。秦の侵攻を撃退したのは楚の項燕と李牧の二人のみ。

紀元前229年、王翦が率いる秦軍に侵攻された。旱魃や地震災害につけこまれる形での侵攻であった。王翦は上地（上郡、現在の陝西省北部）の兵を率いて太行山脈の井陘（現在の河北省井陘県西方）を抜き、楊端和は河内（現在の河南省新郷市一帯）の兵を率い、羌瘣は趙軍を破り、南北から邯鄲を攻めた。
秦によって買収された幽繆王お気に入りの重臣郭開の讒言により、秦軍を撃退し続けた李牧が趙王により誅殺された。また、司馬尚も更迭された。幽繆王は趙葱・斉の将軍顔聚に軍を率いさせて迎え撃ったが敗れ、趙葱は戦死した。
紀元前228年、国都邯鄲が落ちた。幽繆王と顔聚が捕虜となり、趙は滅亡した。自らが誕生した地である邯鄲に入った秦王政は、かつて趙にいた時に自分と母の王太后の実家に怨みを抱いていた者すべてを坑殺して秦へ戻った。
一方、逃げ延びた趙の大夫らは代の地で幽繆王の兄の公子嘉を擁立し、代国を建てた。